# Enchronista
Enchronista is een geslacht van vlinders van de familie sikkelmotten (Oecophoridae), uit de onderfamilie Oecophorinae.

## Soorten
- E. bathrosticha Turner, 1927
- E. proximella (Walker, 1863)